# Xenia kuekenthali
Xenia kuekenthali is een zachte koraalsoort uit de familie Xeniidae. De koraalsoort komt uit het geslacht Xenia. Xenia kuekenthali werd in 1933 voor het eerst wetenschappelijk beschreven door Roxas. 